# 2016 au cinéma
| Années du cinéma : 2013 - 2014 - 2015 - 2016 - 2017 - 2018 - 2019    |
| Décennies du cinéma : 1980 - 1990 - 2000 - 2010 - 2020 - 2030 - 2040 |

Cet article présente les faits marquants de l'année 2016 au cinéma.

## Festivals

### Berlin
- Le 66e festival s'est déroulé en février 2016.

### Cannes
- Le 69e festival s'est déroulé en mai 2016.

### Venise
- La 73e Mostra se déroule d'août à septembre 2016.

### Autres festivals
- x. 38e Festival international du court métrage de Clermont-Ferrand ;
- x. 31e Sundance Film Festival ;
- x. 23e Fantastic'Arts de Gerardmer ;
- x. 28e Fespaco (Festival panafricain du cinéma et de la télévision de Ouagadougou).
- x. 18e Festival du film asiatique de Deauville ;
- x. 38e Festival international de films de femmes de Créteil ;
- du 11 au 19 mars : 30e Festival international de films de Fribourg (FIFF) ;
- du 14 au 19 mars : 17e Festival international du film d'Aubagne - Music & Cinema[1] ;
- x. 40e Festival international du film d'animation d'Annecy ;
- x. 5e Champs-Élysées Film Festival ;
- du 1er juillet-9 juillet : 16e Festival international du film fantastique de Neuchâtel (NIFFF) ;
- x. 42e Festival du cinéma américain de Deauville ;
- x. 27e Festival du film britannique de Dinard ;
- x. 22e Festival international des films gays, lesbiens et trans et ++++ de Paris ;
- du 8 au 16 octobre : 8e Festival Lumière à Lyon ;
- du 22 au 27 novembre 24e Festival du cinéma russe à Honfleur.

## Récompenses

### Oscars
- La 88e cérémonie des Oscars s'est déroulée le 28 février 2016.

### Golden Globes
- La 73e cérémonie des Golden Globes s'est déroulée le 10 janvier 2016.

### César
- La 41e cérémonie des César s'est déroulée le 26 février 2016.

### Autres récompenses
- Prix Romy-Schneider : Lou de Laâge.
- Le Roi lion a été sélectionné par la Bibliothèque du Congrès pour figurer au National Film Registry[2].
- 24e Festival du cinéma russe à Honfleur : Grand Prix de la Ville de Honfleur : Rag Union (Тряпичный союз) (titre également traduit en Une union de chiffon) de Mikhaïl Mestetski (ru).

## Principaux décès

### Premier trimestre
- 4 janvier : Michel Galabru, acteur français, réalisateur, scénariste et metteur en scène (93 ans)
- 10 janvier : David Bowie, acteur et chanteur britannique (69 ans)
- 14 janvier : Alan Rickman, acteur et réalisateur britannique (69 ans)
- 19 janvier : Ettore Scola, réalisateur italien (84 ans)
- 21 janvier : Marc Cassot, comédien de doublage (92 ans).
- 29 janvier : Jacques Rivette, réalisateur français (87 ans)
- 5 février : Tayeb Saddiki, marocain, avant tout un homme de théâtre, mais aussi un acteur et réalisateur pour le cinéma[3] (77 ans)
- 8 février : Claude Chantal, actrice et comédienne de doublage (84 ans).
- 15 février : George Gaynes, acteur américain[4] (98 ans)
- 17 février : Andrzej Żuławski, réalisateur de cinéma, metteur en scène de théâtre, scénariste, écrivain polonais (° 22 novembre 1940) (75 ans)
- 23 février : Valérie Guignabodet, réalisatrice et scénariste française (50 ans)
- 25 février : François Dupeyron, réalisateur et scénariste français (65 ans)
- 1er mars : Carole Achache, écrivaine, photographe et actrice française (63 ans)[5]
- 4 mars : Patrick Floersheim, comédien de doublage   (71 ans)

### Deuxième trimestre
- 21 avril : Guy Hamilton, réalisateur britannique (93 ans)
- 1er mai : Madeleine Lebeau, actrice française (92 ans)
- 3 mai : Abel Fernández, acteur américain (85 ans)
- 16 mai : Julia Meade, actrice américaine (90 ans)
- 19 mai : Alan Young, acteur, réalisateur et scénariste britannique (96 ans)
- 19 mai : Alexandre Astruc, cinéaste et écrivain français (92 ans)
- 26 mai : Angela Paton, actrice américaine (86 ans)
- 27 mai : Charles L. Bitsch, réalisateur français (85 ans)
- 28 mai : Giorgio Albertazzi, acteur italien (92 ans)
- 18 juin : Paul Cox, monteur, producteur, réalisateur et scénariste australien (76 ans)
- 19 juin : Anton Yelchin, acteur russe (27 ans)
- 19 juin : Götz George, acteur allemand (77 ans)
- 25 juin : Nicole Courcel, actrice française (85 ans)
- 25 juin : Giuseppe Ferrara, réalisateur italien (83 ans)
- 27 juin : Bud Spencer, acteur, scénariste et producteur italien (86 ans)
- 28 juin : Maurice Cazeneuve, metteur en scène de théâtre, scénariste et réalisateur français (93 ans)

### Troisième trimestre
- 2 juillet : Michael Cimino, réalisateur, scénariste, producteur et écrivain américain (77 ans)
- 2 juillet : Robin Hardy, réalisateur britannique (86 ans)
- 8 juillet : Jacques Rouffio, réalisateur français (87 ans)
- 19 juillet : Laurence Pollet-Villard, actrice française (46 ans)
- 28 juillet : Martine Meirhaeghe, actrice française, spécialisée dans le doublage (67 ans)
- 2 août  : David Huddelston, acteur de théatre, de cinéma et de télévision américain (85 ans)
- 13 août : Kenny Baker, acteur britannique (81 ans)
- 27 août : Matsuyama Zenzō, réalisateur et scénariste japonais, (91 ans)
- 28 août : Gene Wilder, acteur, réalisateur et scénariste américain (83 ans)
- 24 septembre : Bill Nunn, acteur américain (62 ans)

### Quatrième trimestre
- 8 octobre : Pierre Tchernia, animateur de télévision et réalisateur cinématographique (88 ans)
- 9 octobre : Andrzej Wajda, réalisateur polonais (90 ans)
- 7 novembre : Genjirō Arato, metteur en scène, producteur, réalisateur et acteur japonais (70 ans)
- 8 novembre : Raoul Coutard, réalisateur et directeur de la photographie français (92 ans)
- 11 novembre : Robert Vaughn, acteur américain (83 ans)
- 19 novembre : Paul Guers, acteur français (88 ans)
- 24 novembre : Nadine Alari, actrice et autrice française (89 ans)
- 25 novembre : David Hamilton, photographe et réalisateur britannique (83 ans)
- 18 décembre : Zsa Zsa Gábor, actrice américaine (99 ans)
- 20 décembre : Michèle Morgan, actrice française (96 ans)
- 25 décembre : George Michael, chanteur et producteur britannique (53 ans)
- 27 décembre : Carrie Fisher, actrice américaine (60 ans)
- 27 décembre : Claude Gensac, actrice française (89 ans)
- 28 décembre : Debbie Reynolds, actrice américaine (84 ans)